# Ангорская шерсть
Анго́рская шерсть; Ангорское волокно, или Анго́ра — очень мягкая на ощупь шерстяная ткань с характерным нежным ворсом, которую получают из волосков ангорского кролика, который был так назван за свою длинную шерсть по аналогии с одноимённой козой.
В начале XIX века под ангорской шерстью чаще подразумевалась ткань, получаемая из шерсти ангорской козы. Так в «ЭСБЕ» ангорская шерсть описывалась следующим образом:
Ангорская шерсть (франц. poil de chèvre, англ. mohair) — чрезвычайно густая, мягкая, как шёлк, и блестящая шерсть ангорской козы, большею частью совершенно белого, редко чёрного или серого цвета, волос которой достигает 12—15 и даже 30 см длины; она дает превосходный материал для изготовления разных материй, как то: плюша, камлота, саржи, идет также на полушелковые материи, на шали и отчасти привозится в Европу в виде пряжи.
В настоящее время под ангорской козьей шерстью в основном подразумевается мохер, однако путаницы с названием возникают до сих пор.
Наилучшая ангорская шерсть производится во Франции, Италии и Японии; используется в трикотажном производстве (главным образом, свитера и детская одежда, а также носки) как самостоятельно, так и в смеси с другими видами шерсти для повышения прочности.
Шкуры левантинских и персидских ангорских коз, употребляемые частью в натуральном их цвете (белом) на попоны и т. д., частью же крашеными — на ковры и прочее, также называют «ангорскими».